# Sabelkoppel m/1859

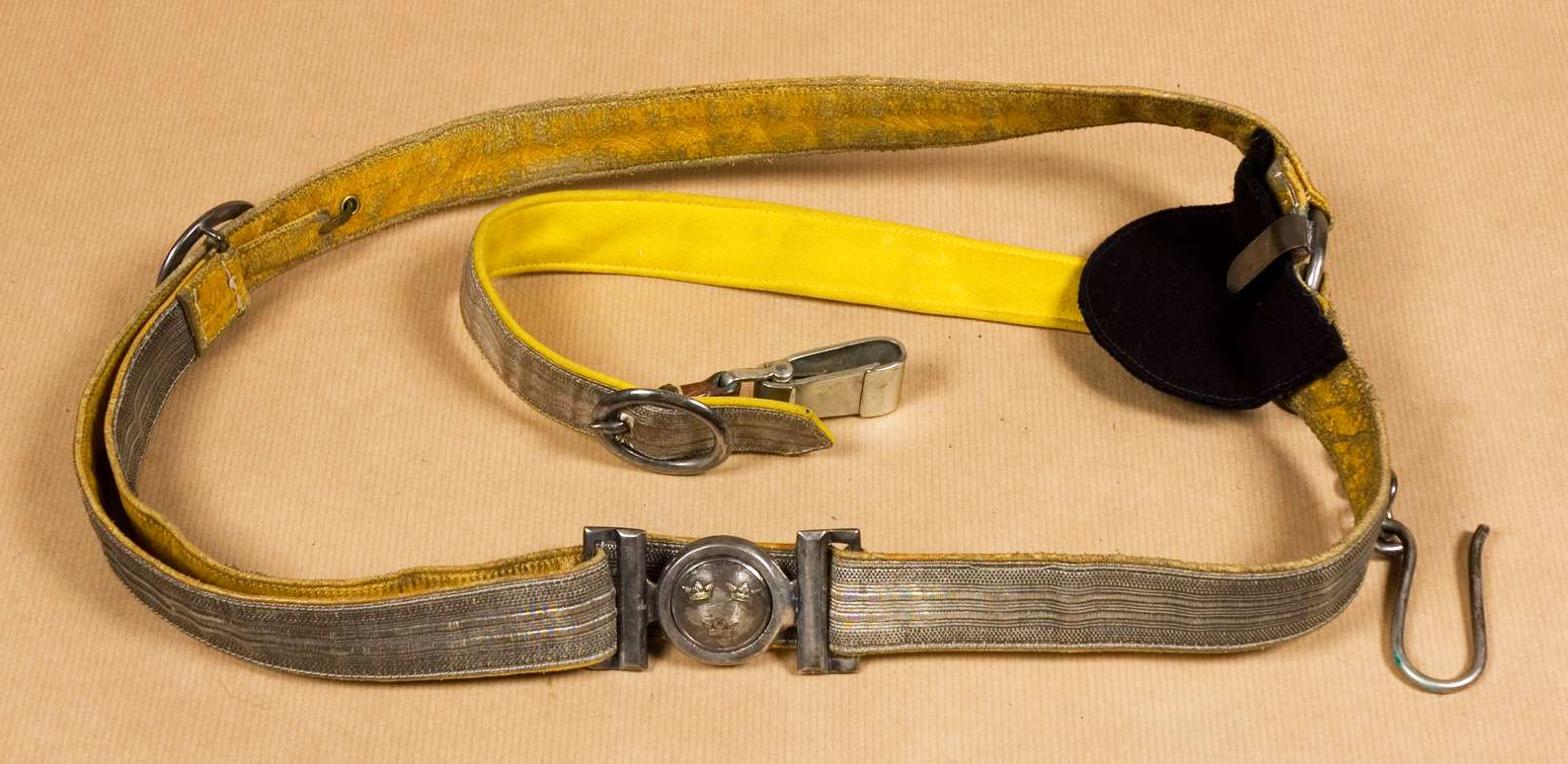
Sabelkoppel m/1859 för major vid Svea livgarde (I 1).

Sabelkoppel m/1859 är ett sabelkoppel som ibland används inom Försvarsmakten.

## Utseende
Sabelkoppel m/1859 är gjord i läderförstärkt kläde i regementets färg och 22 mm silver- eller guldgalon m/1845 samt spänne och beslag i silver- eller guldfärgad metall.
Sabelkopplet hade ursprungligen två koppel för att fästas i de båda öglorna på sabel m/1859. Med införandet av sabel m/1899 som endast har en ögla på baljan blev det ena kopplet överflödigt och avlägsnades.

### Sabelkopplets färger
Exempel på färger vid olika regementen.
| Regemente | Galon  | Spänne | Foder                      | Unika spännen                                     |
| --- | ------ | ------ | -------------------------- | ------------------------------------------------- |
| Svea livgarde (I 1)                                                                                           | Silver | Silver | Gult                       | I 1: Runt med tre kronor                          |
| Göta livgarde (I 2) Första livgrenadjärregementet (I 4) Andra livgrenadjärregementet (I 5)                    | Silver | Silver | Rött                       | I 2: Runt med tre kronor                          |
| Livgardet till häst (K 1)                                                                                     | Silver | Silver | Mellanblått, något ljusare |                                                   |
| Livregementets husarer (K 3) Intendenturkåren Trängen                                                         | Silver | Silver | Mörkblått                  |                                                   |
| Dragonregementena (K 2, K 6, K 8)                                                                             | Silver | Guld   | Mellanblått, något ljusare |                                                   |
| Livregementets grenadjärer (I 3)                                                                              | Guld   | Guld   | Svart läder                | I 3: Lejonmaskaroner                              |
| Intelta armén Fortifikationen Väg- och vattenbyggnadskåren Husarregementena (K 4, K 5, K 7) Artilleriet m.fl. | Guld   | Guld   | Mörkblått alt. Svart läder | VVK: Runt med lagerlöv, strålkrans och tre kronor |

## Användning
Sabelkopplet får bäras till syrtut m/1829-1854 eller bigesch m/1858, som endast bäres av specialistofficerare (f.d. underofficerare) och officerare. Kopplet bärs över livplaggets nedersta knapprad.
Vid enskilt uppträdande med sabel kan förenklat sabelkoppel bäras. Förenklat sabelkoppel bärs under vapenrock i livrem eller gehäng.

## Fotografier

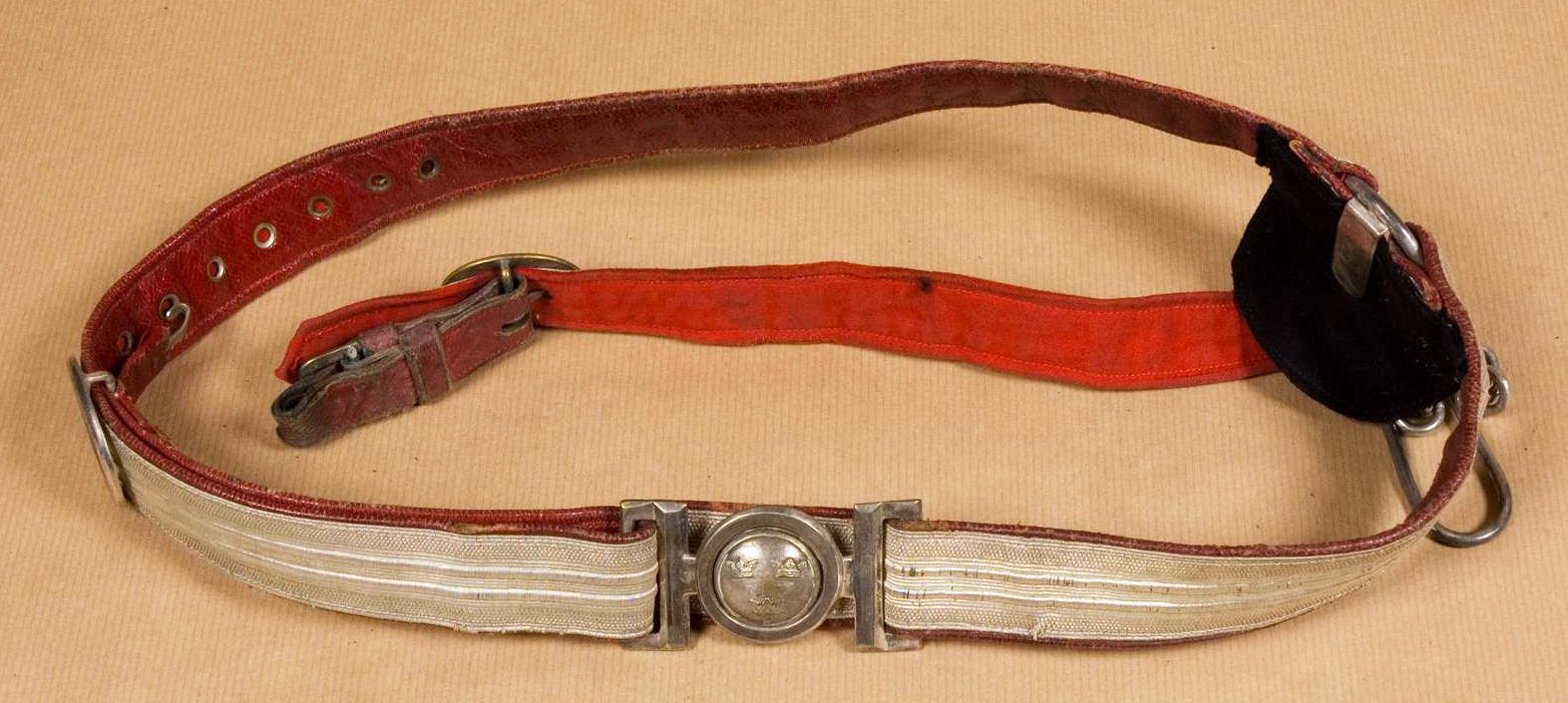
Sabelkoppel m/1859 för officer vid Göta livgarde (I 2).
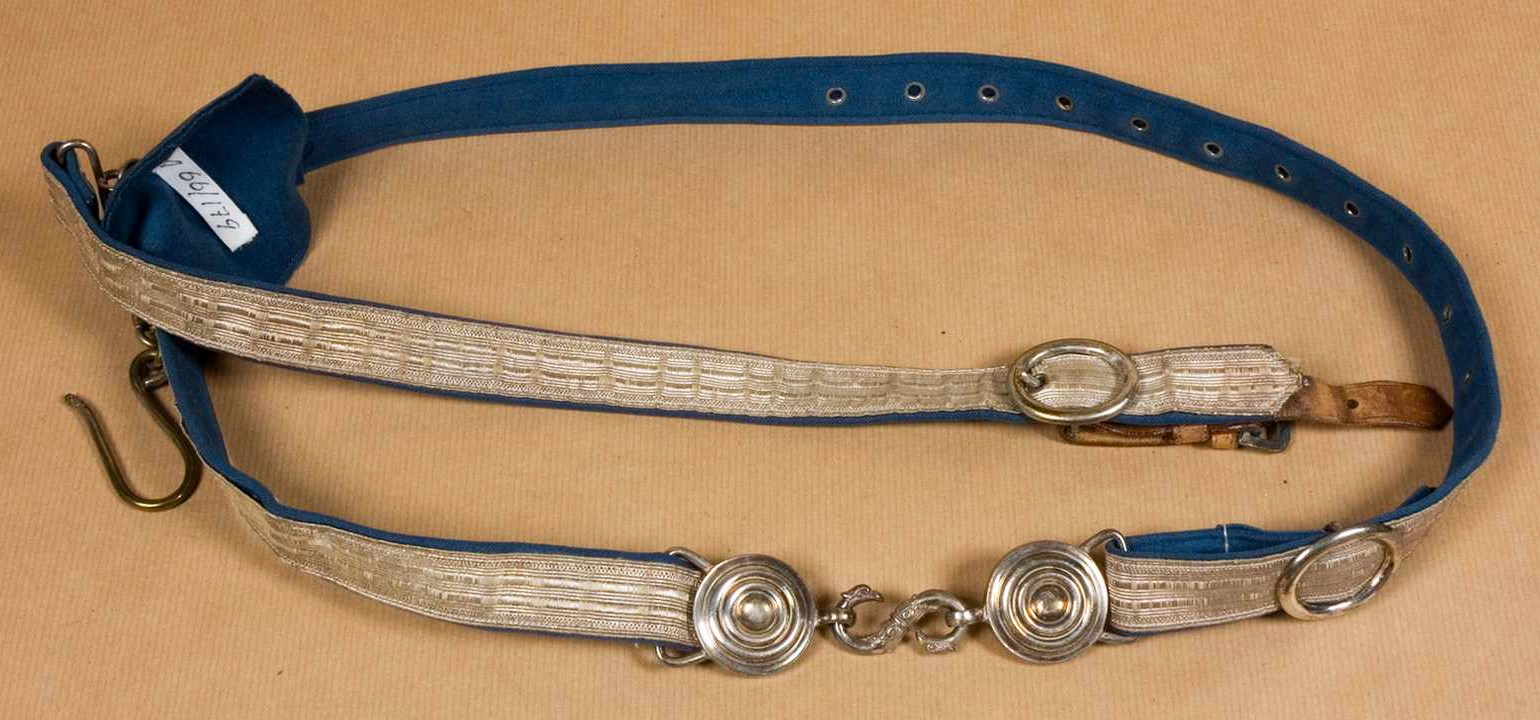
Sabelkoppel m/1859 för officer vid Livgardet till häst (K 1).
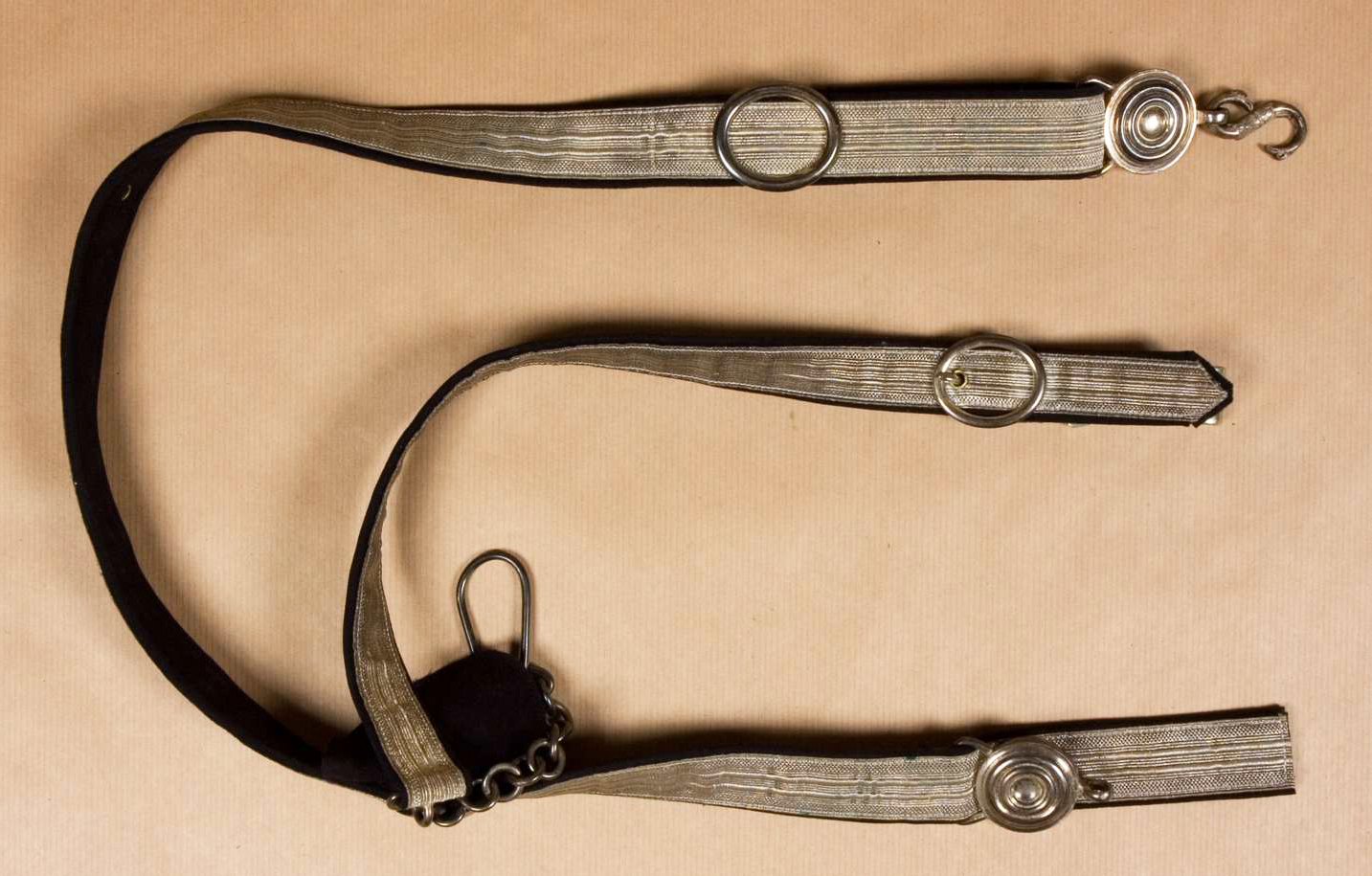
Sabelkoppel m/1859 för officer vid Intendenturkåren.
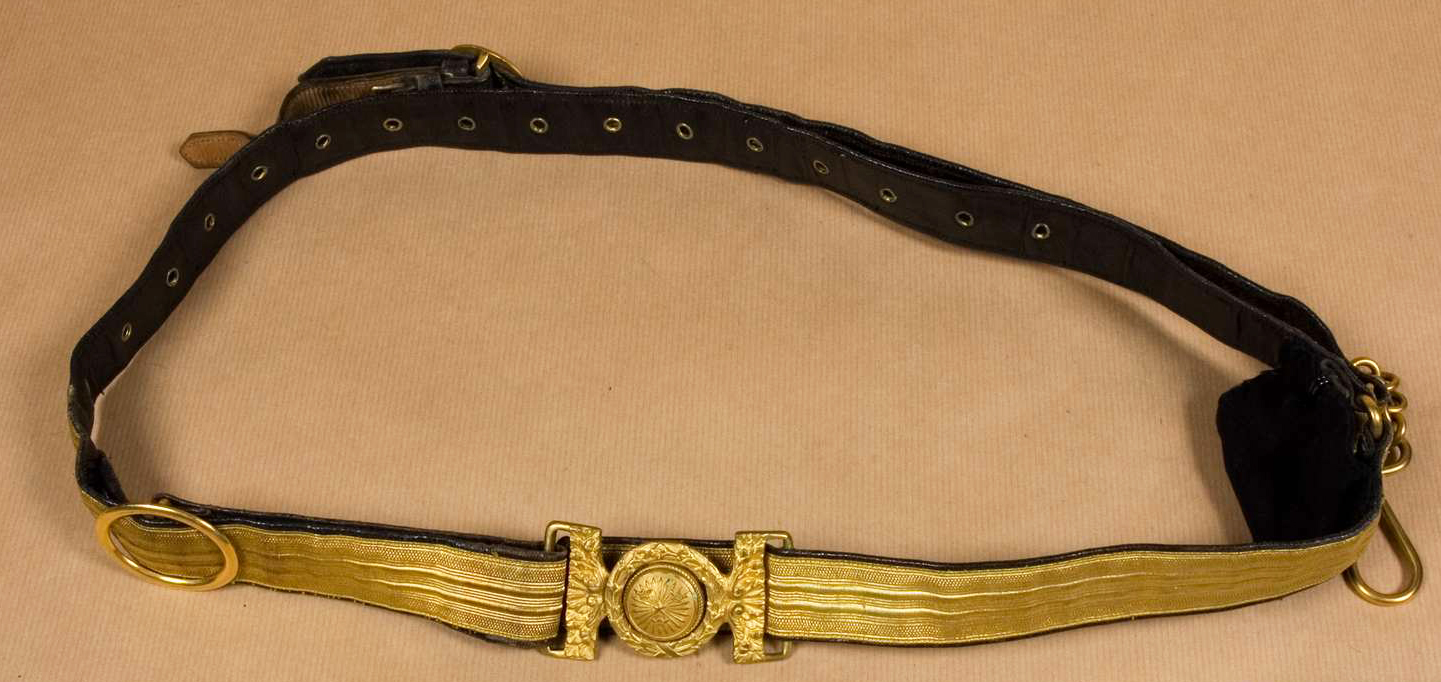
Sabelkoppel m/1859 för överste vid Väg- och vattenbyggnadskåren.